# أندرو موراي (لاعب غولف)
أندرو موراي (بالإنجليزية: Andrew Murray)‏ هو لاعب غولف بريطاني، ولد في 30 يونيو 1956 في مانشستر في المملكة المتحدة.

## وصلات خارجية
- أندرو موراي على موقع رابطة أوروبا للاعبي الغولف المحترفين (الإنجليزية)
- أندرو موراي على موقع التصنيف العالمي الرسمي للغولف (الإنجليزية)